# Ardipitek
Ardipitek (Ardipithecus) – rodzaj wymarłych ssaków naczelnych z podrodziny Homininae w obrębie rodziny człowiekowatych (Hominidae), wyodrębniony z australopiteków na podstawie bardzo fragmentarycznych szczątków. Szczątki pierwszego osobnika tego rodzaju odnaleziono w roku 1992 w Aramis w Etiopii. Ardipiteki zamieszkiwały Afrykę około 5,8–4,4 mln lat temu, zatem przed australopitekami, za których prawdopodobnych przodków są obecnie uważane. Pod wieloma względami przypominały małpy człekokształtne. Uważa się, że były istotami dwunożnymi.

## Systematyka
Rodzaj Ardipithecus został wyodrębniony na podstawie analizy zębów, szczątków czaszki i kończyn górnych, jednakże jego pozycja w łańcuchu ewolucyjnym człowieka nadal nie jest w pełni ustalona. Definicja rodzaju została opublikowana w 1995 roku w czasopiśmie Nature; autorami definicji byli paleontolodzy – Amerykanin Timothy Douglas White, Japończyk Gen Suwa i Etiopczyk Berhane Asfaw. Gatunkiem typowym jest (oryginalne oznaczenie) A. ramidus.

## Etymologia
Ardipithecus: afar Ardi ‘grunt, podłoga, ziemia’; gr. πιθηκος pithēkos ‘małpa’.

## Podział systematyczny
Dotychczas wyróżniono dwa gatunki:
- Ardipithecus kadabba Haile-Selassie, 2001
- Ardipithecus ramidus (White, Suwa & Asfaw, 1994)